# Finn Iles
Finn Iles (Banff, 15 de agosto de 1999) es un deportista canadiense que compite en ciclismo de montaña en la disciplina de descenso. Ganó una medalla de bronce en el Campeonato Mundial de Ciclismo de Montaña de 2024, en su especialidad.

## Medallero internacional
| Campeonato Mundial | Campeonato Mundial    | Campeonato Mundial | Campeonato Mundial |
| Año                | Lugar                 | Medalla            | Competición        |
| ------------------ | --------------------- | ------------------ | ------------------ |
| 2024               | Pal Arinsal (Andorra) | Medalla de bronce  | Descenso           |